# What a Wonderful World
A What a Wonderful World egy Bob Thiele (George Douglas) és George David Weiss által írt dal. A dalt először Louis Armstrong előadásában vették fel, és 1967-ben adták ki kislemezen.
1968 áprilisában az Egyesült Királyságban a popslágerlista élére került, viszont az Egyesült Államokban gyengén teljesített, mert Larry Newtonnak, az ABC Records elnökének nem tetszett a dal, és ezért nem volt hajlandó reklámozni. Miután a Jó reggelt, Vietnam! című filmben is hallható volt, 1988-ban kislemezként újra kiadták, és a Billboard Hot 100 listáján a 32. helyre emelkedett. Armstrong felvétele pedig 1999-ben bekerült a Grammy Hírességek Csarnokába.

## Híres felvételek
- Louis Armstrong
- Liz Mc Comb
- 2007: Eva Cassidy and Katie Melua (támogatás a Vöröskeresztek)
- 1968: Roy Black
- 1981: The Kelly Family
- 1999: Anne Murray
- 2004: Rod Stewart
- 2004: Michael Bublé
- 2004: Céline Dion (Live in Las Vegas)
- 2004: LeAnn Rimes
- 2007: Mika Nakashima
- 2007: Stacey Kent
- 2013: Gloria Estefan (Grammy-díj hangszerelésért: Shelly Berg
- 2017: Shibusa Shirazu
- Sam Cooke